# Port lotniczy Oran As-Sanija
Port lotniczy Oran As-Sanija – międzynarodowy port lotniczy położony około 9 km na południe od centrum Oranu, w pobliżu As-Saniji. Jest jednym z największych portów lotniczych w Algierii.

## Linie lotnicze i połączenia
| Linia Lotnicza      | Kierunek |
| ------------------- | --- |
| Air Algerie         | 1. Adrar 2. Algier 3. Alicante 4. Annaba 5. Barcelona 6. Baszszar 7. Bordeaux 8. Konstantyna 9. Al-Bajad 10. Ghardaja 11. Hasi Masud 12. In Amnas 13. Stambuł 14. Lille 15. Lyon 16. Marsylia 17. Mécheria 18. Montpellier 19. Ouargla 20. Paryż-Charles de Gaulle 21. Paryż-Orly 22. Timimun 23. Tinduf 24. Tuluza Sezonowo: 1. Alicante 2. Bruksela 3. Frankfurt 4. Lizbona 5. Metz/Nancy |
| Air France          | 1. Paryż-Charles de Gaulle 2. Tuluza |
| ASL Airlines France | 1. Lille Sezonowo: 1. Perpignan |
| Iberia              | 1. Madryt |
| Tassili Airlines    | 1. Adrar 2. Algier 3. Baszszar 4. Hasi Masud 5. Konstantyna Sezonowo: 1. Strasburg |
| Transavia.com       | 1. Lyon 2. Montpellier 3. Nantes 4. Paryż-Orly |
| TUI fly Belgium     | 1. Bruksela |
| Tunisair            | 1. Tunis |
| Turkish Airlines    | 1. Stambuł |
| Volotea             | 1. Bordeaux 2. Marsylia |
| Vueling Airlines    | Sezonowo: 1. Barcelona |